# Nekrolog 1455
Nekrolog
◄◄
| ◄
| 1451
| 1452
| 1453
| 1454
| 1455 | 1456 | 1457 | 1458 | 1459 | ► | ►►
Weitere Ereignisse | Allgemeiner Nekrolog 1455
Die Beschreibung der verstorbenen Person sollte so kurz wie möglich gehalten sein und nur deren signifikante Tätigkeit(en) enthalten.
Neue Namen ggf. auch unter dem Geburts- und Sterbedatum, also etwa unter 1. Januar und im Geburts- und Sterbejahr (2024) eintragen (nur bei entsprechender großer Wichtigkeit). Für Beispiele siehe die schon vorhandenen Artikel.
Außerdem über die fünf zuletzt Verstorbenen, zu denen es einen ausreichend guten Artikel für eine Präsentation auf der Hauptseite gibt, nach der todesbedingten Überarbeitung der Artikel ggf. auch unter Wikipedia Diskussion:Hauptseite informieren und sie am besten auch in den anderen Wikipedia-Sprachversionen eintragen. Tipp: Regelmäßig bei news.google.de nach „ist tot“, „gestorben“ oder „verstorben“ suchen.
Wenn eine Person gestorben ist, gibt es viele Seiten zu dieser Person in der Wikipedia, die davon auch betroffen sind und entsprechend aktualisiert werden müssen. Beispiele: Namenübersichtsseite, Geburtsjahr, Geburtsort-Seiten und viele mehr.
Wie finde ich die betroffenen Seiten?
Im Suchfeld auf der linken Seite gibt man den Suchbegriff so ein: „Vorname Nachname“. Dann klickt man auf Volltext und alle Seiten mit entsprechendem Suchtext werden aufgerufen. Hier sieht man dann schnell, wo auch das Todesjahr Sinn macht oder sogar ein Teil des Artikels angepasst werden muss. Auch hilft das „Werkzeug“ auf der linken Seite sehr gut, um solche Seiten aufzufinden: „Links auf diese Seite“. Somit ist die Wikipedia wieder aktuell in allen Bereichen! Hinweis: bei Eintragung der Kategorie „Gestorben JAHR“ wird der Missbrauchsfilter 49 ausgelöst, was jedoch nicht schlimm ist. Siehe: Spezial:Missbrauchsfilter/49
Dies ist eine Liste von im Jahr 1455 verstorbenen bekannten Persönlichkeiten. Die Einträge erfolgen innerhalb der einzelnen Daten alphabetisch sortiert. Tiere sind im Nekrolog für Tiere zu finden.

## Januar
| Tag        | Name                    | Beruf, bekannt als         | Alter | Beleg |
| ---------- | ----------------------- | -------------------------- | ----- | ----- |
| 16. Januar | Heinrich V. Blumentrost | deutscher Zisterzienserabt |       |       |

## Februar
| Tag         | Name         | Beruf, bekannt als                                      | Alter | Beleg |
| ----------- | ------------ | ------------------------------------------------------- | ----- | ----- |
| 18. Februar | Fra Angelico | italienischer Dominikaner und Maler der Frührenaissance |       |       |

## März
| Tag      | Name                         | Beruf, bekannt als                     | Alter | Beleg |
| -------- | ---------------------------- | -------------------------------------- | ----- | ----- |
| 15. März | Botho der Ältere zu Stolberg | deutscher Adliger                      |       |       |
| 24. März | Nikolaus V.                  | Papst                                  | 57    |       |
| 24. März | Rudolf von Diepholz          | deutscher römisch-katholischer Bischof |       |       |

## April
| Tag      | Name                             | Beruf, bekannt als                                 | Alter | Beleg |
| -------- | -------------------------------- | -------------------------------------------------- | ----- | ----- |
| 1. April | Gottfried IV. Schenk von Limpurg | Fürstbischof von Würzburg                          | 51    |       |
| 1. April | Zbigniew Oleśnicki               | Bischof von Krakau, Kardinal, Kanzler und Diplomat | 65    |       |

## Mai
| Tag     | Name                                   | Beruf, bekannt als                | Alter | Beleg |
| ------- | -------------------------------------- | --------------------------------- | ----- | ----- |
| 22. Mai | Edmund Beaufort, 1. Duke of Somerset   | englischer Feldherr und Politiker |       |       |
| 22. Mai | Henry Percy, 2. Earl of Northumberland | englischer Adliger                |       |       |

## Juni
| Tag      | Name                 | Beruf, bekannt als                          | Alter | Beleg |
| -------- | -------------------- | ------------------------------------------- | ----- | ----- |
| 30. Juni | Dorino I. Gattilusio | Archon (Regent/Herr) von Lesbos (1428–1455) |       |       |

## Juli
| Tag      | Name                | Beruf, bekannt als                      | Alter | Beleg |
| -------- | ------------------- | --------------------------------------- | ----- | ----- |
| 14. Juli | Kunz von Kauffungen | Initiator des Altenburger Prinzenraubes |       |       |

## September
| Tag          | Name                         | Beruf, bekannt als | Alter | Beleg |
| ------------ | ---------------------------- | ------------------ | ----- | ----- |
| 3. September | Alonso Fernández de Madrigal | spanischer Bischof |       |       |

## Oktober
| Tag         | Name               | Beruf, bekannt als                                      | Alter | Beleg |
| ----------- | ------------------ | ------------------------------------------------------- | ----- | ----- |
| 10. Oktober | Johann Klingenberg | Ratsherr, Lübecker Bürgermeister und Diplomat der Hanse |       |       |

## November
| Tag          | Name                    | Beruf, bekannt als                                                               | Alter | Beleg |
| ------------ | ----------------------- | -------------------------------------------------------------------------------- | ----- | ----- |
| 19. November | Ulrich I. von Ortenburg | Dompropst von Passau, Archidiakon von Mattsee, Domherr von Passau und Regensburg |       |       |
| 27. November | Clara zu Rhein          | Priorin des Basler Klosters Klingental                                           |       |       |

## Dezember
| Tag         | Name                | Beruf, bekannt als                                 | Alter | Beleg |
| ----------- | ------------------- | -------------------------------------------------- | ----- | ----- |
| 1. Dezember | Lorenzo Ghiberti    | italienischer Goldschmied, Erzgießer und Bildhauer |       |       |
| 2. Dezember | Isabel von Portugal | Königin von Portugal                               |       |       |

## Datum unbekannt
| Tag | Name                 | Beruf, bekannt als                                                                                             | Alter | Beleg |
| --- | -------------------- | --- | ----- | ----- |
|     | Ludwig von Ast       | Bischof von Worms (1445), Dompropst, kurpfälzischer Kanzler, Kanzler der Universität Heidelberg                |       |       |
|     | Bernhard             | Herzog von Oppeln, Falkenberg und Strehlitz                                                                    |       |       |
|     | Jakob Bramstede      | deutscher Kaufmann, Ratsherr der Hansestadt und Lübeck und Befehlshaber der Lübecker Flotte                    |       |       |
|     | Johannes Brassart    | franko-flämischer Komponist                                                                                    |       |       |
|     | Johannes de Fontana  | mittelalterlicher Autor einer frühen Darstellung einer Laterna magica (Silhouettenprojektion), um 1420 datiert |       |       |
|     | Jost von Venningen   | Reichsritter, Deutschmeister                                                                                   |       |       |
|     | Palamede Gattilusio  | Herr von Ainos (1409–1455)                                                                                     |       |       |
|     | Paolo da Pergola     | italienischer Mathematiker, Philosoph und Logiker                                                              |       |       |
|     | Caspar I. Pfäffinger | bayrischer Adliger                                                                                             |       |       |
|     | Antonio Pisanello    | italienischer Maler und Medailleur                                                                             |       |       |
|     | Esen Tayishi         | Führer der Choros, eines oiratischen Mongolenstammes                                                           |       |       |